# JanSport

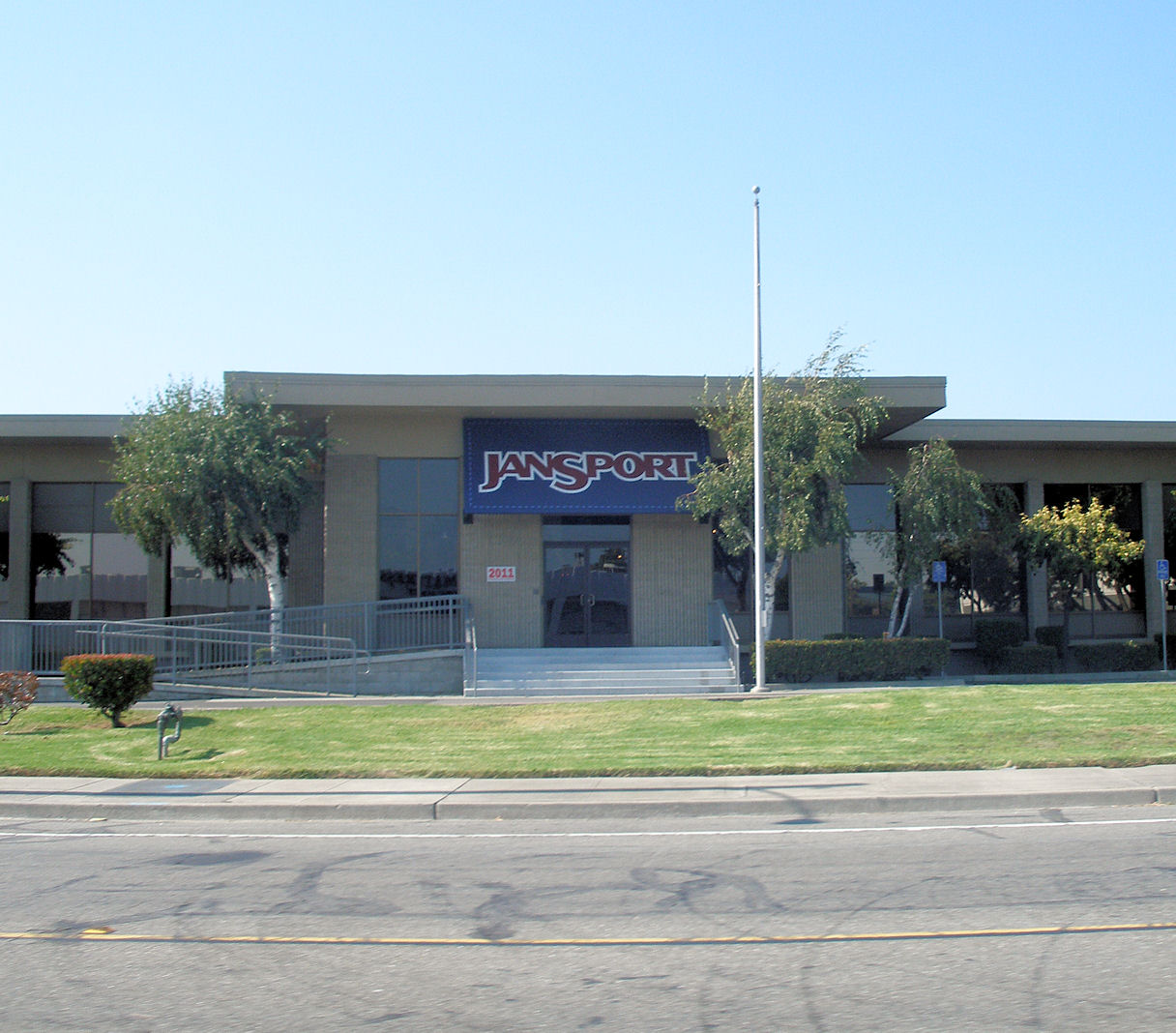
Hoofdzetel in San Leandro.

JanSport is een merk van rugzakken. Het bedrijf werd in 1967 in Seattle (Washington) opgericht door Janice Lewis (naar wie het merk werd vernoemd), Skip Yowell en Murray Pletz. Tegenwoordig is JanSport een dochteronderneming van VF Corporation en is het in Alameda (Californië) gevestigd. Het bedrijf is bekend om de levenslange garantie op zijn producten. JanSport-rugzakken zijn populair bij studenten.